# Río Piga
El río Piga es un curso de agua que nace a 4184 m s. n. m. en Los Ojos del Piga, un bofedal rodeado por los cerros Porquesa Chico (4600), Porquesa (5160), Challacollo (4903), Paza (5090), Gemelos y Piga (5022). Su caudal en el origen es de 100 l/s.: 118  Desemboca en el río Collacagua, que lleva sus aguas hacia el sur hasta casi el salar de Huasco.

## Trayecto
Es formado por vertientes que brotan de la parte inferior de la falda del valle de tobas modernas de riparita, con 22 °C de temperatura, las que se rúnen y dan 98 a 166 l/s; corre hacia el oeste y se vacía en la margen E de la parte superior del arroyo del  río Collacagua, de las lagunas de Huasco. En la ladera N de la quebrada se encuentra un antiguo canal, de 4 kilómetros de largo, sustentado por una pirca de piedra con barro.
Véase también el mapa de la zona publicado en 1954 en escala 1:250000 por el Instituto Geográfico Militar (Chile).

## Caudal y régimen
Existen 3 estaciones fluviométricas en la zona, una en el río Piga en Collacagua, otra en el río Collacagua en Peñablanca y una tercera en río Batea en Confluencia, sin embargo, solo pocos datos son conocidos. Un informe entrega los siguientes datos:: 30 
- Álamos y Peralta (1984):
  - Río Collacagua: 150 l/s caudal medio anual y un máximo de 400 l/s
  - Río Piga: 65 l/s
- PUC (2009)
  - Río Collacagua: 100 l/s
  - Río Piga: 220 l/s

Para la estación fluviométrica en Collacagua se conocen la representación gráfica de los caudales medidos entre los años 1960 y 2006. Estos muestran un caudal anual promedio de cerca de 0.15 m³/s.

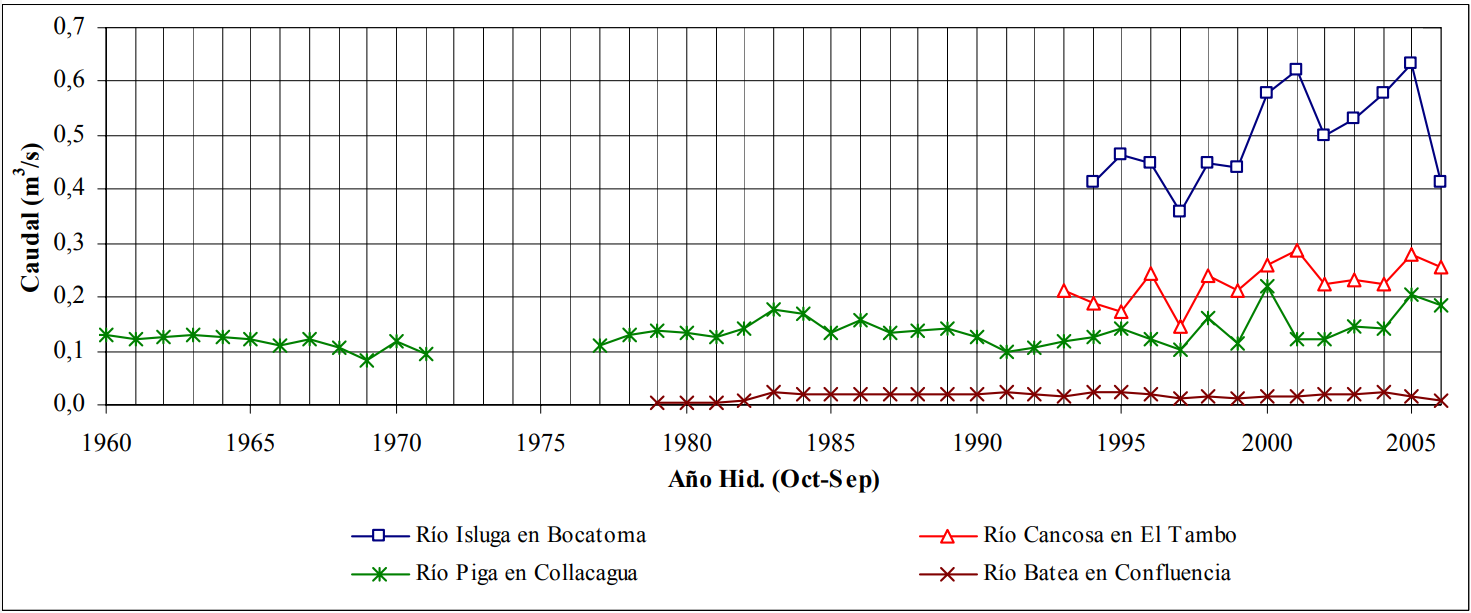
Caudales medios anuales del río Piga y otros.

## Historia
Luis Risopatrón lo describe en su Diccionario Jeográfico de Chile (1924):: 671 
Piga (Arroyo de). Es formado por vertientes que brotan en la parte inferior de la falda del valle, de tobas modernas de riparita, con 22 °C de temperatura, las que se reúnen i dan 98 a 166 litros de agua por segundo; corre hácia el W i se vácia en la márjen E de la parte superior del arroyo de Coyacagua, de las lagunas de Guasco. En la ladera N de la quebrada se encuentra un antiguo canal, de 4 kilómetros de largo, sustentado por una pirca de piedra con barro.